# Hans-A-Plast
Hans-A-Plast war eine Punkband aus Hannover, die 1978 von Jens Meyer (Gitarre), Micha Polten (Gitarre), Renate Baumgart (Bass) sowie Bettina Schröder (Schlagzeug) gegründet wurde. Wenig später stieß Annette Benjamin zur Formation, die mit ihrem Gesang die Gruppe entscheidend prägte.

## Geschichte
Auf dem ersten No Fun Festival 1978 in einem Jugendzentrum in Hannover-Badenstedt lernte Sängerin Annette Benjamin, die dort mit ihrer damaligen Schüler-Punk-Band auftrat, die Schlagzeugerin Bettina Schröder kennen, die mit Hans-A-Plast ebenfalls auf dem Festival auftrat. Schlagzeugerin Bettina Schröder fragte Annette Benjamin, ob sie bei Hans-A-Plast als Sängerin einsteigen könnte. Bis dahin war Drummerin Bettina Schröder gleichzeitig die Sängerin gewesen. Damit sich Schröder fortan verstärkt auf ihr Schlagzeugspiel konzentrieren konnte, holte die Combo Annette Benjamin als Sängerin dazu. 1979 erschien das Debütalbum der Gruppe im Eigenvertrieb, das mit Titeln wie Rock ’n’ Roll Freitag, Amerikaner und Es brennt (Was tun wenn es brennt …) einige erste deutsche Punkklassiker enthielt. Ohne Promotion verkaufte sich das Album über 20.000 Mal und war neben AmokKoma von Abwärts eines der erfolgreichsten deutschen Punkalben der Frühzeit. Mit feministischen Titeln wie Für ’ne Frau oder Hau ab, du stinkst sprach die Gruppe auch Leute außerhalb der Punkszene an. Aufgrund des Erfolgs wurde der Gruppe von einigen Punks vorgeworfen, „kommerziell und etabliert“ zu sein. Auf den ersten beiden Alben spielt Sängerin Annette Benjamin zusätzlich Saxophon, inspiriert von der Sängerin Poly Styrene von der britischen Punk-Band X-Ray Spex als Vorbild. Gelegentlich spielte der britische Radio-DJ John Peel Songs von Hans-A-Plast in seiner Radiosendung auf BBC Radio 1.
Nach längerer Pause folgte das Album Ausradiert, das Lieder wie Schwarz & Weiß, Loreley, Sacco di Roma oder den Titelsong enthält. Dazu wurde ein selbstproduziertes Video zu dem Titel Monstertanz in der Fernsehsendung Formel Eins gezeigt. Nachdem Annette Benjamin, die später eine Ausbildung zur Bürokauffrau absolvierte und auf dem Messegelände Hannover arbeitete, geheiratet hatte und aus der Band ausgestiegen war, lösten sich Hans-A-Plast auf. 1988 erschien neben einer CD-Kompilation von Hans-A-Plast auch eine Solo-LP der Schlagzeugerin Bettina Schröder. Sie ist als einzige heute noch mit Herzen in Terzen musikalisch aktiv. 2005 wurden die Hans-A-Plast-LPs remastered auf CD neu veröffentlicht, auch eine Nachpressung der ersten LP findet in Punk-Kreisen große Nachfrage.
Hans-A-Plast-Sängerin Annette Benjamin nahm im Jahre 2005 den Hans-A-Plast-Song Monstertanz zusammen mit der deutschen Deathrock-Band Bloody Dead and Sexy neu auf. Der Song wurde auf der limitierten Version des Bloody-Dead-and-Sexy-Albums Narcotic Room veröffentlicht.
Gründungsmitglied Jens Meyer, Mitbegründer des Labels No Fun Records, starb im Juli 2021 im Alter von 65 Jahren.
Um Annette Benjamin hat sich etwa 2020 eine Supergroup gegründet, bestehend aus ihr, Drangsal, Beatsteaks-Schlagzeuger Thomas Götz, Charlotte Brandi und Julian Knoth von Die Nerven, welche unter den Namen die Benjamins im Juni 2023 ihre gleichnamige erste EP veröffentlichten. Der Stil der Band lässt sich als Mix aus Post-Punk der 80er Jahre, Einflüssen von Neue Deutsche Welle und etwas Pop-Musik beschreiben.

## Diskografie
- 1979: Hans-A-Plast I (LP, Lava)
- 1980: Hans-A-Plast I (LP, No Fun Records, NF 002, Cover wie bei Lava, jedoch anderes Label)
- 1980: Hans-A-Plast II (LP, No Fun, NF 007)
- 1981: Lemminger Punx / Sex Sex Sex (Single, No Fun, NF 110, teilweise auch als rote Schallplatte)
- 1983: Ausradiert (LP, No Fun, NF 020)
- 1988: Hans-A-Plast (CD, Kompilation)
- 2005: Hans-A-Plast I (Neuauflage, LP: Re-Force, RE 006, teilweise auch in transparent/CD inkl. der beiden Songs der Single: Indigo 849942)
- 2005/2006: Hans-A-Plast II (Neuauflage, LP inkl. der beiden Songs der Single: Re-Force, RE 011, teilweise auch in rot/CD: Indigo CD 85002)
- 2005: Ausradiert (Neuauflage, CD: Indigo 850092)
- 2021: Live At Rockpalast 1980 (dedicated to Jens Meyer † 2021) (DVD+CD: MiG, MIG90152 DVD+CD)